# Soumya Bourouaha

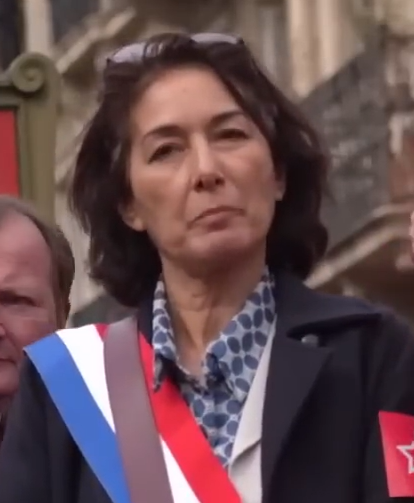
Soumya Bourouaha

Soumya Bourouaha (geboren am 16. März 1964 in Ghazaouet (Algerien)) ist eine französische Politikerin. Sie ist Mitglied der Kommunistischen Partei Frankreichs.  Bei der Parlamentswahl im Juni 2022 wurde sie zur Abgeordneten für den Wahlkreis Seine-Saint-Denis IV gewählt.

## Leben und Wirken
Soumya Bourouaha wanderte mit ihren Eltern nach Frankreich aus, als sie noch wenige Monaten alt war. Die Familie lebte in Seine-Saint-Denis.
Sie war von Beruf Modedesignerin und ging in den Schuldienst, wo sie in Sektionen für angepasste allgemeine und berufliche Bildung (SEGPA) unterrichtet.
Sie war 12 Jahre lang stellvertretende Bürgermeisterin von La Courneuve und dort für Kultur zuständig.
Bei der Parlamentswahl 2022 kandidierte sie im vierten Wahlkreis des Départements Seine-Saint-Denis auf der Liste der NUPES. Marie-George Buffet, die bisherige Abgeordnete, ist ihre Stellvertreterin.
Im ersten Wahlgang erhielt sie 36,13 % der Stimmen; der PCF-Dissident Azzédine Taïbi, der 21,43 % der Stimmen erhalten hatte, zog seine Kandidatur zwischen den beiden Wahlgängen zurück. Bourouaha wurde zur Abgeordneten gewählt.
In der Nationalversammlung gehört sie der Fraktion Gauche démocrate et républicaine an. Sie ist Mitglied des Wirtschaftsausschusses.